# Smith Sound (vik i Kanada, Newfoundland och Labrador)
Smith Sound är en vik i Kanada.   Den ligger i provinsen Newfoundland och Labrador, i den östra delen av landet, 1 700 km öster om huvudstaden Ottawa.
I omgivningarna runt Smith Sound växer i huvudsak blandskog. Runt Smith Sound är det mycket glesbefolkat, med 5 invånare per kvadratkilometer.